# Kapitalkosten
Kapitalkosten sind in der Betriebswirtschaftslehre Kosten, die einem Wirtschaftssubjekt dadurch entstehen, dass es für Investitionen Eigenkapital einsetzt oder sich Fremdkapital für sie beschafft. In der Volkswirtschaftslehre sind Kapitalkosten die Faktorkosten des Produktionsfaktors Kapital.

## Allgemeines
Als Kapitalkosten tragende Wirtschaftssubjekte kommen Unternehmen, Privathaushalte und der Staat in Betracht. Am meisten untersucht werden die Kapitalkosten in Unternehmen. In der Praxis bewerten diese ihre Geschäftsprozesse oft danach, ob der erwartete Ertrag oder Umsatzerlös ausreicht, um die dafür erforderlichen Kapitalkosten zu decken (hierzu siehe auch Geschäftswertbeitrag). Der Kapitalkostensatz ist ein Werttreiber im „wertorientierten Management“.
Lutz Kruschwitz/Andreas Löffler empfehlen zur Präzisierung des Begriffs der Kapitalkosten {\displaystyle k}, diese als (sichere) bedingte erwartete Renditen aufzufassen und damit gemäß folgender Gleichung zu definieren:
{\displaystyle k_{t}={\frac {E\lfloor {\tilde {Z}}_{t+1}+{\tilde {W}}_{t+1}\mid F_{t}\rfloor }{W_{t}}}-1},
wobei gilt:
{\displaystyle W_{t}} = Unternehmenswert zum Zeitpunkt {\displaystyle t}
{\displaystyle F_{t}} = Verfügbare Information zum Zeitpunkt {\displaystyle t}
{\displaystyle {\widetilde {Z_{t}}}} = Unsichere Zahlung zum Zeitpunkt {\displaystyle t}.
Nur in einem Einperiodenmodell stimmen erwartete Renditen und Diskontierungszinssätze überein, nicht jedoch in einem Mehrperiodenmodell.

## Fremdkapitalkosten
Fremdkapitalkosten sind die Kosten, die das Unternehmen an ein Kreditinstitut oder einen sonstigen Kreditgeber bezahlen muss, insbesondere Zinskosten für Kredite oder Unternehmensanleihen, laufende Kosten, die aus Bürgschaften für Fremdmittel entstehen oder aus Pensionsrückstellungen. Als Fremdkapitalkosten gelten auch die Erbbauzinsen oder Verwaltungskostenbeiträge. Diese Kosten sind in der Regel vertraglich geregelt und bekannt. Ihre Höhe und andere Konditionen (Laufzeit, Tilgung etc.) werden zwischen Kapitalanbieter und Kapitalnutzer auf dem Kapitalmarkt verhandelt.
Es ist zu unterscheiden zwischen Fremdkapitalkostensatz und vertraglich vereinbarter Fremdkapitalverzinsung. Der Unterschied ist abhängig von Rating bzw. von der Insolvenzwahrscheinlichkeit sowie den Verlusten, die Gläubiger im Insolvenzfall erleiden. Die vertraglich zugesicherte Verzinsung entspricht der bedingten Rendite des Fremdkapitalgebers für den Fall, dass das Unternehmen während der Laufzeit des Fremdkapitals in der Lage ist, seinen vertraglichen Verpflichtungen nachzukommen.
Der Fremdkapitalkostensatz {\displaystyle k_{FK}} spiegelt dagegen die erwartete Rendite des Fremdkapitals wider, weshalb auch die Ausfallwahrscheinlichkeit ({\displaystyle p}) zu berücksichtigen ist. Es gilt folgender Zusammenhang:
{\displaystyle k_{FK}=(1-p)\times (1+k_{FK}^{0})-1}.
Homburg, Stephan und Weiß erläutern: „Aus Sicht eines teilweise fremdfinanzierten Unternehmens stellt nun die erwartete Fremdkapitalrendite den Fremdkapitalkostensatz dar, der im Rahmen der Unternehmensbewertung dem Diskontierungsfaktor der erwarteten Zahlungen an die Fremdkapitalgeber entspricht.“

## Eigenkapitalkosten
Bei den Eigenkapitalkosten handelt es sich im Gegensatz zu den Fremdkapitalkosten nicht um tatsächliche Kosten, sondern um die erwartete Verteilung von Unternehmensgewinnen an die Eigenkapitalgeber, also etwa die Aktionäre einer Aktiengesellschaft. Sie erwarten einen Anteil vom Ertrag des Unternehmens, der üblicherweise als Kapitalrendite oder -zins bezeichnet wird. Das Eigenkapital wird aus dem Jahresüberschuss des Unternehmens nach Steuern bedient. Da die Höhe der Gewinnverteilung schwankt, beanspruchen die Anleger von Eigenkapital häufig einen Risikoaufschlag gegenüber dem möglichen Zins einer von ihnen nicht getätigten Investition in festverzinsliche Anlagen (vgl. Opportunitätskosten). Zudem können Eigenkapitalkosten im Gegensatz zu Fremdkapitalkosten nicht steuerlich berücksichtigt werden. Diese Punkte führen dazu, dass Eigenkapitalkosten meist höher angesetzt werden als Fremdkapitalkosten.
Da der auf das Eigenkapital zu verteilende Gewinn nicht im Voraus feststeht, verwenden viele Unternehmen einen kalkulatorischen Zinssatz. Darüber hinaus ist die Ermittlung der Eigenkapitalkosten mit Hilfe des Kapitalgutpreismodells (CAPM) möglich, das alternative Investitionsmöglichkeiten der Eigenkapitalgeber sowie einen unternehmensspezifischen Risikofaktor berücksichtigt.

## Kapitalkosten als Steuerungsinstrument
Wenn ein Unternehmen seinen Fremdkapitalgebern keine angemessene Verzinsung bieten kann, ist es als Grenzanbieter nicht überlebensfähig. Daher muss jedes Unternehmen in seiner Geschäftstätigkeit mindestens die Kapitalkosten erwirtschaften. Kann es die erwünschte Eigenkapitalverzinsung nicht erbringen, gilt es auf dem Kapitalmarkt nicht als konkurrenzfähig. Für Anleger bilden die Kapitalkosten damit die risikogerechte Mindestanforderung für die erwartete Rendite.

## Mögliche Fehlsteuerungen und -interpretationen im Faktor Eigenkapitalkosten
Die buchhalterischen Begriffe verlieren an analytischer Trennschärfe, da „Gewinn“ als „Kosten“ definiert wird.
Die an Opportunitäten auf dem Kapitalmarkt ausgerichtete Steuerung der Investitionen erschwert die Entwicklung neuer Produkte, da ihre Rentabilitätsschwelle über die Kostendeckung gehoben wird.
Darüber hinaus erlangen die Anlegerinteressen dadurch im betrieblichen Kräftedreieck Unternehmer-Arbeitnehmer-Anleger ein überproportionales Gewicht. Der Umstand, dass der Unternehmer üblicherweise auch Anteilseigner ist und damit aus dieser Umgewichtung Nutzen zieht, erklärt hinreichend, warum diese Sichtweise in der orthodoxen Betriebswirtschaftslehre verbreitet ist.

## Kapitalkosten in der Rechnungslegung
Im externen Rechnungswesen, etwa nach IFRS/IAS, sind Fremdkapitalkosten aktivierungspflichtig, wenn es sich um einen sogenannten „qualifizierten Vermögensgegenstand“ handelt. So können etwa die Bereitstellungszinsen mit dem Anlagengut aktiviert werden, wenn die Erstellung der Anlage einen längeren Zeitraum in Anspruch nimmt.
Eigenkapitalkosten sind weder in der Rechnungslegung nach HGB, noch nach den International Financial Accounting Standards, aktivierungsfähig, da sie nur kalkulatorische Kosten darstellen.

## Gesamte Kapitalkosten
Zur Berechnung der gesamten Kapitalkosten wird häufig der WACC-Ansatz verwendet (Weighted Average Cost of Capital, Gewichtete Kapitalkosten). Er ergibt sich aus der Summe der – nach ihrem jeweiligen Anteil am Gesamtkapital gewichteten – Eigen- und Fremdkapitalkosten.
{\displaystyle {\text{WACC}}={\frac {E}{G}}\cdot k_{E}+{\frac {F}{G}}\cdot k_{F}\cdot (1-T)},
mit:
{\displaystyle E}: Eigenkapital
{\displaystyle G}: Gesamtkapital (Eigen- und Fremdkapital)
{\displaystyle k_{E}}: Eigenkapitalkostensatz
{\displaystyle F}: Fremdkapital
{\displaystyle k_{F}}: Fremdkapitalkostensatz
{\displaystyle T}: Steuersatz (englisch tax shield)
Dabei ist der Verschuldungsgrad in zweierlei Hinsicht bedeutsam. Zum einen bestimmt der Verschuldungsgrad die Gewichtung, zum anderen die Höhe des Eigenkapitalkostensatzes selbst. Aufgrund des Leverage-Effektes hängen die erwarteten Eigenkapitalkosten eines verschuldeten Unternehmens wie folgt vom Verschuldungsgrad ab:
{\displaystyle k_{\text{EK}}^{v}=k_{\text{EK}}^{u}+(k_{\text{EK}}^{u}-k_{\text{FK}})(1-s){\frac {{\text{FK}}^{M}}{{\text{EK}}^{M}}}},
wobei {\displaystyle k_{\text{EK}}^{v}} den Eigenkapitalkostensatz eines verschuldeten Unternehmens und {\displaystyle k_{\text{EK}}^{u}} den Eigenkapitalkostensatz eines unverschuldeten Unternehmens bezeichnet.
Im Modigliani-Miller-Theorem führt jede Veränderung des Verschuldungsgrades zu einer entsprechenden Veränderung des Eigenkapitalkostensatzes, so dass eine Erhöhung des Anteils günstigen Fremdkapitals über den Steuervorteil aus Fremdkapitalfinanzierung hinaus nicht zu sinkenden Gesamtkapitalkostensätzen und steigenden Unternehmenswerten führt. Dieses Resultat ist nur bei moderater Verschuldung und Vernachlässigung von Insolvenzkosten auf die wirkliche Welt übertragbar.
Darüber hinaus ist die bekannte Modigliani–Miller-Anpassung
{\displaystyle k_{\text{WACC}}=k_{\text{EK}}^{u}\left(1-s{\frac {{\text{EK}}^{M}}{{\text{EK}}^{M}+{\text{FK}}^{M}}}\right)}
nur bei autonomer Finanzierung, also im Zeitverlauf konstantem Fremdkapitalbestand anwendbar. Grundsätzlich ist dabei eine Bewertung auch bei veränderlichem Fremdkapitalbestand möglich, sofern dieser im Zeitverlauf zumindest sicher bleibt. Zu erwähnen ist an dieser Stelle, dass bei konstantem Fremdkapitalbestand (autonomer Finanzierung) die Anwendung der APV-Variante der DCF-Methode grundsätzlich der WACC-Variante vorzuziehen ist.
Im Falle wertorientierter Finanzierung, also bei Anpassung des Fremdkapitalbestandes an den Marktwert des Eigenkapitals, ist dagegen die Miles–Ezzel-Anpassung maßgeblich. Es gilt:
{\displaystyle k_{\text{WACC}}=(1+k_{\text{EK}}^{u})\left(1-s{\frac {r_{f}}{1+r_{f}}}{\frac {{\text{EK}}^{U}}{{\text{EK}}^{U}+{\text{FK}}^{U}}}\right)-1}.

## Probleme bei der Berechnung
Im Umgang mit Kapitalkostensätzen treten immer wieder einige Probleme oder Missverständnisse auf:
1. Der Kapitalkostensatz eines Unternehmens ist zeitabhängig und durch unternehmerische Maßnahmen (z. B. des Risikomanagements) zu beeinflussen, was in vielen wertorientierten Steuerungssystemen jedoch nicht erfasst wird. Er ändert sich bei Änderung von
  - Finanzierungsstruktur,
  - Risikoumfang sowie
  - Veränderungen des risikolosen Zinssatzes und der Marktrisikoprämie.
2. Als Vergleichsmaßstab für die erwartete Rendite ist ein spezifischer Kapitalkostensatz heranzuziehen, der auf Grundlage der jeweiligen bewertungsrelevanten (zusätzlichen) Risiken abzuleiten ist. Die Verwendung einheitlicher Kapitalkostensätze zur Beurteilung aller unternehmerischen Aktivitäten, Investitionen oder Geschäftsbereiche führt zu schwerwiegenden Fehlentscheidungen.
3. Die Fremdkapitalkosten sind niedriger als die vertraglichen Fremdkapitalzinssätze, da erstere die erwartete Rendite von Fremdkapitalgebern ({\displaystyle r_{FK}^{e}}) beschreiben und damit eine mögliche Insolvenz eines Unternehmens (die im Rating ausgedrückt wird) erfassen. Da im Falle einer Insolvenz die Fremdkapitalgeber nicht mehr den (vollständigen) Einsatz zurückerhalten, sondern nur die Erlösquote (abgekürzt RR von englisch recovery rate), ergibt sich als erwartete Fremdkapitalrendite (Fremdkapitalkosten) bei einem vertraglich vereinbarten Fremdkapitalzinssatz ({\displaystyle k_{FK}^{0}}) und einer Ausfallwahrscheinlichkeit (p) der folgende Fremdkapitalkostensatz ({\displaystyle k_{FK}}):
{\displaystyle r_{FK}^{e}=k_{FK}=(1-p)\cdot (1+k_{FK}^{0})+p\cdot RR-1}
4. Im Kapitalkostensatz sollten sich die tatsächlichen Risiken entsprechend der zugrundeliegenden Planung widerspiegeln. Dies ist nicht gewährleistet, wenn man den Kapitalkostensatz aus Kapitalmarktinformationen (speziell den {\displaystyle \beta } im Kapitalgutpreismodell CAPM) ableitet, weil so der Informationsvorsprungs des Unternehmens selbst bezüglich seiner Planungen nicht genutzt wird.
5. Die bewertungsrelevanten zukünftig erwarteten Renditen des Marktportfolios {\displaystyle r_{m}^{e}} sind niedriger als die historisch durchschnittlichen Aktienrenditen. Ursächlich für dieses so genannte „Equity Premium Puzzle“[11] ist ein Anstieg des Bewertungsniveaus von Aktien innerhalb der letzten 50 Jahre, vor allem infolge der sinkenden Inflationsraten und Zinsniveaus. Die zukünftigen langfristigen Aktienrenditen kann man aus fundamentalen Daten der Volkswirtschaft abschätzen als Summe der Dividendenrendite eines Aktienportfolios (ca. 3 %), der langfristig erwarteten Inflationsrate (ca. 2,5 %) und der langfristigen realen Wirtschaftswachstumsrate (ca. 2,5 %), die die langfristige Gewinnentwicklung bestimmen. Die sich somit errechnenden ca. 8 % erwartete Eigenkapitalrendite liegen erheblich niedriger als die in vielen Unternehmen verwendeten Investitionskostensätze. Empirische Untersuchungen über die letzten 200 Jahre zeigen auch nur reale Renditen von Aktienanlagen in einer Größenordnung von ca. 6 %, auch weil die Dividendenwachstumsrate hinter der des Volkseinkommens zurückbleibt.[12] Die Überschätzung der Kapitalkosten hat die Konsequenz, dass viele wertsteigernde Investitionen fälschlicherweise unterlassen werden.

Bei der in der Praxis noch üblichen Ableitung von Kapitalkosten (basierend auf dem Kapitalgutpreismodell CAPM) ist also Vorsicht angebracht. Diese Modelle unterstellen, dass der Kapitalmarkt über die gleichen Informationen verfügt wie die Unternehmensführung, dass keine Konkurskosten existieren und dass alle Investoren perfekt diversifizierte Portfolios aufweisen, in denen unternehmensspezifische Risiken damit keine Rolle spielen (und deshalb im {\displaystyle \beta } nicht erfasst werden). Entsprechend zeigen Kapitalkostensätze auf Grundlage des CAPM (bestenfalls) die Meinung des Kapitalmarkts hinsichtlich der Risiken eines Unternehmens – nicht aber die tatsächliche Risikosituation. Aufgrund dieser Schwächen wundert es nicht, dass in empirischen Untersuchungen schon seit rund 15 Jahren das CAPM fast durchgängig widerlegt wird.

## Lösungsansätze
Inzwischen gibt es neue Methoden zur Schätzung von Kapitalkosten:
1. Ergänzend zum Beta-Faktor ({\displaystyle \beta _{i}}) werden weitere systematische Risikofaktoren berücksichtigt. Im Dreifaktorenmodell von Fama und French (1992), einer Variante der APT, sind dies Buchwert-Kurs-Verhältnis und die Unternehmensgröße.
2. Anstelle der statistischen Analyse historischer Renditen wird eine zukunftsorientierte Kapitalkostenschätzung vorgenommen. Diese werden berechnet als derjenige interne Zinssatz, bei dem sich aus den von Finanzanalysten prognostizierten zukünftigen Erträgen gerade der Börsenkurs ergibt.[14]
3. Neben der Standardabweichung und dem Beta-Faktor werden auch andere Risikomaße genutzt, die wegen der Verlustaversion der Menschen die möglichen negativen Planabweichungen stärker gewichten (der Value-at-Risk, der CVaR und LPMs)[15]
4. Mit Hilfe der Methode der Replikation wird ein Weg zur Bestimmung des Werts unsicherer Zahlungsreihen gegangen, der kein Bewertungsmodell und keine Kapitalkostensätze erfordert. Um den Wert der unsicheren Zahlungsreihe {\displaystyle {\overset {\sim }{Z}}} zu bestimmen, wird diese nachgebildet aus Zahlungsreihen {\displaystyle {\overset {\sim }{Z}}_{1}} bis {\displaystyle {\overset {\sim }{Z}}_{n}}, deren Preis bekannt ist (arbitragefreie Kapitalmärkte).[16]
5. So genannte „Ad-hoc-Faktormodelle“, die auf ökonometrischen Untersuchungen basieren, berücksichtigen bei der Erklärung erwarteter Renditen beliebige Determinanten, die nicht als Risikofaktoren interpretiert werden. Sie geben damit das Prinzip auf, dass höhere erwartete Renditen nur durch höhere Risiken zu rechtfertigen seien.[17]
6. Bei Verzicht auf die Annahme vollkommener Kapitalmärkte werden Kapitalkostensätze unmittelbar aus messbaren Risikoinformationen der Zahlungsreihe (gemäß Planung) abgeleitet. Vom Kapitalmarkt ist damit nur die Bestimmung des Marktpreises des Risikos erforderlich, nicht aber die Bestimmung des Risikomaßes (z. B. des Eigenkapitalbedarfs). Derartige Ansätze berücksichtigen damit die Verfügbarkeit überlegener Informationen über die Zahlungsreihe (z. B. bei der Unternehmensführung gegenüber dem Kapitalmarkt) und gegebenenfalls auch die Bewertungsrelevanz nicht diversifizierter unternehmensspezifischer Risiken.[18] (siehe Kapitalkostensatz)

## Ertragsrisikoabhängige Eigenkapitalkosten
Kapitalkosten (k) lassen sich unmittelbar aus den Ertragsrisiken des Unternehmens (z. B. Standardabweichung der Cashflows) ableiten, d. h. ohne Auswertung historischer Kapitalmarktdaten. Dabei wird ausgenutzt, dass die Berücksichtigung des Risikos zukünftiger Zahlungen {\displaystyle ({\widetilde {Z_{1}}})}, also des Umfangs der möglichen Abweichungen vom Erwartungswert {\displaystyle (E({\widetilde {Z_{1}}}))}, auf zwei Wegen erfolgen kann. Bei der üblicheren Risikozuschlagsmethode wird ein Risikozuschlag {\displaystyle (r_{z})} zum risikolosen Zinssatz {\displaystyle (r_{f})} addiert, um so einen Diskontierungszinssatz (näherungsweise Kapitalkostensatz) für die Diskontierung der zukünftig erwarteten Zahlungen zu erhalten {\displaystyle (k={r_{f}+r_{z}})}. {\displaystyle R({\tilde {Z}})} ist der normierte bewertungsrelevante Risikoumfang (in % des Werts), also ein „Renditerisikomaß“ (wie die Standardabweichung der Aktienrendite oder der daraus abgeleitete Beta-Faktor), welcher in Abhängigkeit vom Risikoumfang des Objektes {\displaystyle E\left({\widetilde {Z_{1}}}'\right)} und der Diversifikationsfaktor (d) des Bewertungssubjekts bestimmt werden kann. λ ist dessen „Preis“:
{\displaystyle W({\tilde {Z}}_{1})={\frac {E({\tilde {Z}}_{1})}{1+k}}={\frac {E({\tilde {Z}}_{1})}{1+r_{f}+r_{z}}}={\frac {E({\tilde {Z}}_{1})}{1+r_{f}+\lambda _{RZ}\cdot R({\tilde {Z}}_{1}^{'})}}={\frac {E({\tilde {Z}}_{1})}{1+r_{f}+\lambda _{RZ}\cdot R({\tilde {Z}}_{1}^{\text{Objekt}})\cdot d}}}
Gleichung 1
Dieses Verfahren führt jedoch bei einheitlichem Risikozuschlag für positive und negative Zahlungen zu Bewertungsfehlern. Aufgrund der Risikoaversion soll durch die Diskontierung unsicherer Zahlungen ein niedrigerer Wert zugewiesen werden als sicheren Zahlungen. Genau dies wird jedoch bei der Diskontierung (möglicherweise) negativer Zahlungen nicht erreicht: Mit der Diskontierung steigt der Wert (wird weniger negativ). Empfehlenswert ist deshalb die in Gleichung 2 gezeigte Risikoabschlag- oder Sicherheitsäquivalentmethode, die korrekte Bewertungen liefert, und deren Bewertungsgleichung basierend auf wenig restriktiven Annahmen abgeleitet werden können: gleicher Erwartungswert und gleiches Risikomaß einer Zahlung (zum Zeitpunkt t) führt zum gleichen Wert.
{\displaystyle W({\tilde {Z}}_{1})={\frac {S{\ddot {A}}({\tilde {Z}}_{1})}{1+r_{f}}}={\frac {E({\tilde {Z}}_{1})-\lambda _{S{\ddot {A}}}\cdot R({\tilde {Z}}_{1})}{1+r_{f}}}={\frac {E({\tilde {Z}}_{1})-\lambda _{SA}\cdot R({\tilde {Z}}_{1}^{\text{Objekt}})\cdot d}{1+r_{f}}}}
Gleichung 2
Der Risikoumfang einer Zahlung wird mit einem Abschlag im Zähler erfasst. {\displaystyle R({\tilde {Z}})} ist das Risikomaß und zeigt den bewertungsrelevanten Umfang des Risikos der zu bewertenden Zahlung oder Erträge (in Geldeinheiten), z. B. die Standardabweichung von EBIT. Dieser kann analog zum {\displaystyle R({\widetilde {Z_{1}}})} auf das Risiko des Objekts und den Diversifikationsfaktor des Bewertungssubjektes aufgeteilt werden. Es ist zu beachten, dass unter Umständen das (diversifizierte) „typisierte Bewertungssubjekt“ nur einen Teil der Risiken des Bewertungsobjekts trägt, im CAPM nur die systematischen Risiken, was durch einen „Risikodiversifikationsfaktor“ (d) zu erfassen ist („Korrelation“ in CAPModer CCAPM).
Die Risikopräferenz und Zeitpräferenz (risikoloser Zinssatz im Nenner) werden bei dieser Vorgehensweise klar unterschieden.
{\displaystyle R\left({\tilde {Z}}'\right)={\frac {R\left({\tilde {Z}}\right)}{W\left({\tilde {Z}}\right)}}}
Die Risikoanalyse (und Risikoaggregation) der zu bewertenden Zahlungen (Cashflows) oder Erträge führt zu planungs- und risikogerechten Risikomaßen, die nicht aus historischen Aktienrenditen abgeleitet werden. Geeignete Risikomaße können z. B. der Deviation Value-at-Risk oder die auch im CAPM verwendete Standardabweichung sein.
Durch Gleichsetzen beider oben angegebenen Gleichung 1 und Gleichung 2 kann auch ein risikogerechter Kapitalkostensatz {\displaystyle k} (oder {\displaystyle r_{z}}), z. B. vereinfachend einheitlich ausgehend von einer repräsentativen Periode, berechnet werden. Er ist vom Variationskoeffizienten V – dem Verhältnis von Standardabweichung {\displaystyle \sigma _{z}} zu Erwartungswert {\displaystyle ({\widetilde {Z_{1}}})} des Ergebnisses (EBIT oder freier Cashflow) – abhängig, und damit werden die Erkenntnisse der Risikoanalyse für die Bewertung genutzt:
{\displaystyle W({\tilde {Z}}_{1})=\underbrace {\frac {E({\tilde {Z}}_{1})}{1+k}} _{\text{Risikozuschlagmethode}}=\overbrace {\frac {E({\tilde {Z}}_{1})-\lambda \cdot \sigma _{z}\cdot d}{1+r_{f}}} ^{\text{Risikoabschlagmethode}}}
{\displaystyle \Rightarrow \;k={\frac {1+r_{f}}{1-\lambda \cdot {\dfrac {\sigma _{{\tilde {Z}}_{1}}}{E\left({\tilde {Z}}_{1}\right)}}\cdot d}}-1={\frac {1+r_{f}}{1-\lambda \cdot V(Z)\cdot d}}-1}
mit
{\displaystyle \lambda ={\frac {r_{m}^{e}-r_{f}}{\sigma (r_{m})}}={\frac {MRP}{\sigma (r_{m})}}}
also {\displaystyle \lambda } als Sharpe Ratio, also die Marktrisikoprämie (MRP) geteilt durch die Standardabweichung der Rendite des Marktindex.

## Rating-abhängige Kapitalkosten
Ohne Kenntnis der Ertragsrisiken lassen sich Kapitalkosten herleiten, und zwar in Abhängigkeit vom Rating (der Insolvenzwahrscheinlichkeit) als Proxi und Risikoumfang. In der Welt vollkommener und vollständiger Märkte des Kapitalgutpreismodells (CAPM) gibt es keine Insolvenz. Möchte man ausgehend vom Opportunitätskostenkalkül die erwartete Rendite eines Eigenkapitalinvestors, der eine Insolvenzwahrscheinlichkeit von p akzeptiert, bestimmen, benötigt man zunächst ein geeignetes Replikationsportfolio als Alternativinvestment. Dieses muss die gleiche Insolvenzwahrscheinlichkeit ausweisen wie das zu bewertende Investment (Unternehmen). Im Folgenden wird – ähnlich den Annahmen des CAPM – angenommen, dass der Investor in das Marktportfolio (also {\displaystyle \beta =1}) investieren kann und zudem eine risikolose Anlage mit dem sicheren Zinssatz {\displaystyle r_{f}} zur Verfügung steht. Zusätzlich wird angenommen, dass sich ein Investor zu diesem Zinssatz {\displaystyle r_{f}} verschulden kann, also einen Teil eines Investments in das Marktportfolio fremdfinanzieren kann (Leverage). Aus diesen Annahmen lässt sich ein von der Insolvenzwahrscheinlichkeit p (dem Rating) abhängiger Eigenkapitalkostensatz herleiten.
Eine einfache Abschätzung der zu erwartenden Eigenkapitalrendite (Eigenkapitalkosten) in Abhängigkeit von der vom Gläubiger akzeptierten Insolvenzwahrscheinlichkeit {\displaystyle p} erhält man, indem man berechnet, welche erwartete Rendite das Investment in ein Aktienportfolio (Marktportfolio) hätte, wenn dieses aufgrund eines Einsatzes von Fremdkapital die gleiche Ausfallwahrscheinlichkeit {\displaystyle p(LPM_{0})} aufweisen würde. Dieser notwendige Anteil (a) des Eigenkapitals kann in Abhängigkeit von der erwarteten Rendite des Marktportfolios {\displaystyle r_{m}^{e})}, der Standardabweichung dieser Rendite {\displaystyle \sigma _{m}} und der akzeptierten Insolvenzwahrscheinlichkeit p aus dem unteren p %-Quantil (Value at Risk) der Rendite ermittelt werden:
{\displaystyle (1)\qquad a=-(r_{m}^{e}-q_{P}\cdot \sigma _{m})}.
Dabei drückt den Eigenkapitalanteil am Portfolio (Eigenkapitalbedarf in Prozent des Investments) aus, der bei einer Normalverteilung der Rendite nötig ist, so dass die Ausfallwahrscheinlichkeit gerade p erreicht.
Damit erhält man folgende Rating- bzw. Insolvenzwahrscheinlichkeit p abhängige Eigenkapitalkosten:
{\displaystyle (2)\qquad EK_{p}=r_{EK,p}^{e}{\frac {{\text{erwartete Portfoliorendite}}-{\text{Fremdkapitalaufwand}}}{\text{Anteil des Eigenkapitals am Portfolio}}}={\frac {r_{m}^{e}-(1-a)k_{FK}}{a}}}
also mit (1) und umgeformt
{\displaystyle (3)\qquad r_{EK,p}^{e}={\frac {r_{m}^{e}(1-k_{FK})-k_{FK}(1-q_{p}\sigma _{m})}{q_{p}\sigma _{m}-r_{m}^{e}}}}
Dabei ist {\displaystyle r_{EK,P}^{e}} die erwartete Eigenkapitalrendite zur Insolvenzwahrscheinlichkeit (Konfidenzniveau) p. Zudem gibt {\displaystyle k_{FK}} wieder die erwartete Rendite des Fremdkapitals (Fremdkapitalkosten) bei akzeptierter Ausfallwahrscheinlichkeit p an. Für
- {\displaystyle p=0{,}5\,\%} (d. h. {\displaystyle q_{P}=2{,}576}),
- {\displaystyle k_{FK}=r_{f}=4\,\%}
- {\displaystyle \sigma _{m}=20\,\%} und
- {\displaystyle r_{m}^{e}=8\,\%}

erhält man beispielsweise nach Gleichung (3) eine erwartete Eigenkapitalrendite von:
{\displaystyle (4)\qquad r_{EK,p}^{e}={\frac {0{,}08-(1+(0{,}08-2{,}576\cdot 0{,}2))\cdot 0{,}04}{-(0{,}08-2{,}579\cdot 0{,}2)}}=0{,}132=13{,}2\ \%}
Damit ergibt sich für den Risikozuschlag
{\displaystyle (5)\qquad r_{z}=r_{z,p}=k_{EK,p}-r_{f}=13{,}2\ \%-4\ \%=9{,}2\ \%}

## Volkswirtschaftslehre
Die volkswirtschaftlichen Produktionsfaktoren Arbeit, Boden und Kapital erzielen Faktorkosten beim Nutzer und entsprechenden Faktorertrag beim Eigentümer. Der Nutzer von Kapital (Kapitalnachfrager) trägt die Kapitalkosten, der Anbieter (Kapitalangebot) erzielt Kapitalertrag.